# Moydans
Moydans est une commune française située dans le département des Hautes-Alpes en région Provence-Alpes-Côte d'Azur.

## Géographie

### Localisation
Le village de Moydans est situé à l'ouest du département des Hautes-Alpes.
Ses communes limitrophes sont :
| Pommerol (Drôme) | Bruis                 | Montmorin |
|                  | Moydans               | Ribeyret  |
| Rosans           | Saint-André-de-Rosans |           |

### Transports
Le territoire communal est traversé par les routes départementales 994 (liaison de Nyons, dans la Drôme, à Serres et Gap, dans les Hautes-Alpes), ainsi qu'une partie de la RD 949 (Rosans – Laragne-Montéglin) au sud-ouest de la commune.

## Toponymie
Le nom de la localité est signalé sous son appellation latine Mogdanis villa en 988 dans le cartulaire de l'abbaye de Cluny.
La paroisse de Moydans était connue, au XIIIe siècle sous le vocable de Sainte-Florence
Moidans en occitan haut-alpin.

### Climat
Pour des articles plus généraux, voir Climat de Provence-Alpes-Côte d'Azur et Climat des Hautes-Alpes.
En 2010, le climat de la commune est de type climat méditerranéen altéré, selon une étude du Centre national de la recherche scientifique s'appuyant sur une série de données couvrant la période 1971-2000. En 2020, Météo-France publie une typologie des climats de la France métropolitaine dans laquelle la commune est exposée à un climat de montagne ou de marges de montagne et est dans la région climatique Alpes du sud, caractérisée par une pluviométrie annuelle de 850 à 1 000 mm, minimale en été.
Pour la période 1971-2000, la température annuelle moyenne est de 10,4 °C, avec une amplitude thermique annuelle de 16,7 °C. Le cumul annuel moyen de précipitations est de 937 mm, avec 7,7 jours de précipitations en janvier et 4,6 jours en juillet. Pour la période 1991-2020, la température moyenne annuelle observée sur la station météorologique de Météo-France la plus proche, « Rosans », sur la commune de Rosans à 3 km à vol d'oiseau, est de 11,7 °C et le cumul annuel moyen de précipitations est de 826,9 mm. 
La température maximale relevée sur cette station est de 41,1 °C, atteinte le 22 août 2023 ; la température minimale est de −17,9 °C, atteinte le 12 février 2012,,.
Les paramètres climatiques de la commune ont été estimés pour le milieu du siècle (2041-2070) selon différents scénarios d'émission de gaz à effet de serre à partir des nouvelles projections climatiques de référence DRIAS-2020. Ils sont consultables sur un site dédié publié par Météo-France en novembre 2022.

## Urbanisme

### Typologie
Au 1er janvier 2024, Moydans est catégorisée commune rurale à habitat très dispersé, selon la nouvelle grille communale de densité à 7 niveaux définie par l'Insee en 2022.
Elle est située hors unité urbaine et hors attraction des villes,.

### Occupation des sols
L'occupation des sols de la commune, telle qu'elle ressort de la base de données européenne d’occupation biophysique des sols Corine Land Cover (CLC), est marquée par l'importance des forêts et milieux semi-naturels (80,7 % en 2018), en diminution par rapport à 1990 (87,7 %). La répartition détaillée en 2018 est la suivante : 
milieux à végétation arbustive et/ou herbacée (63,2 %), zones agricoles hétérogènes (19,3 %), forêts (17,5 %).
L'évolution de l’occupation des sols de la commune et de ses infrastructures peut être observée sur les différentes représentations cartographiques du territoire : la carte de Cassini (XVIIIe siècle), la carte d'état-major (1820-1866) et les cartes ou photos aériennes de l'IGN pour la période actuelle (1950 à aujourd'hui).

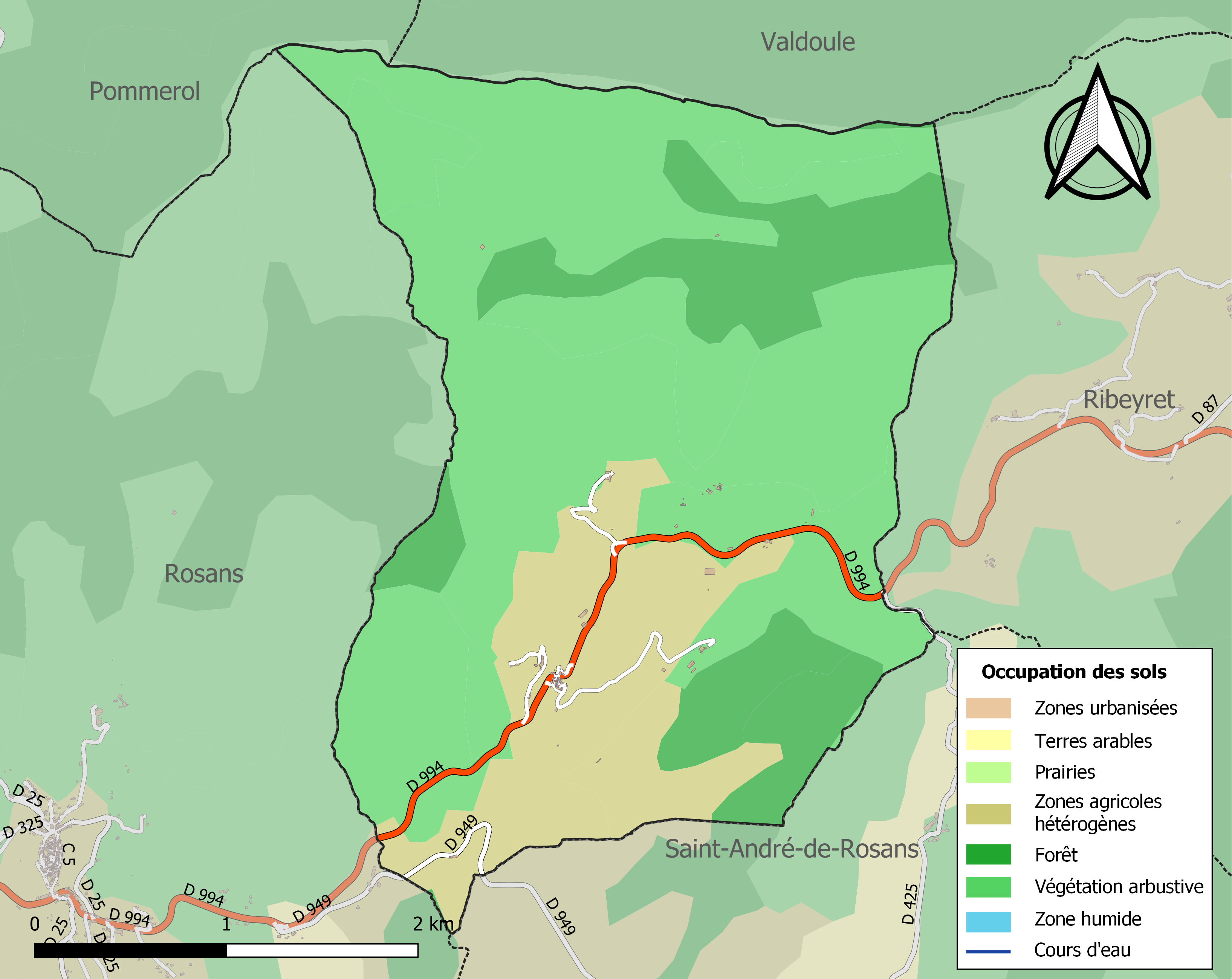
Carte de l'occupation des sols de la commune en 2018 (CLC).

## Politique et administration

### Liste des maires
Avec une population inférieure à cent habitants, le nombre de membres au conseil municipal s'élève à sept. Néanmoins, ces sept sièges n'ont pas tous été pourvus au premier tour des élections municipales de 2014 (un seul manquait).
| Période                                  | Période    | Identité                   | Étiquette | Qualité                                                         |
| ---------------------------------------- | ---------- | -------------------------- | --------- | --------------------------------------------------------------- |
| Les données manquantes sont à compléter. |            |                            |           |                                                                 |
| mars 2001                                | avril 2014 | Patricia Pelletier         | DVG       |                                                                 |
| avril 2014                               | En cours   | Marie-José Dufour-Miellou, |           | Profession intermédiaire administrative de la fonction publique |

### Rattachements administratifs et électoraux

#### Intercommunalité
Moydans fait partie :
- de 1994 à 2017, de la communauté de communes interdépartementale des Baronnies ;
- à partir du 1er janvier 2017, de la communauté de communes Sisteronais-Buëch.

## Population et société

### Démographie
L'évolution du nombre d'habitants est connue à travers les recensements de la population effectués dans la commune depuis 1793. Pour les communes de moins de 10 000 habitants, une enquête de recensement portant sur toute la population est réalisée tous les cinq ans, les populations de référence des années intermédiaires étant quant à elles estimées par interpolation ou extrapolation. Pour la commune, le premier recensement exhaustif entrant dans le cadre du nouveau dispositif a été réalisé en 2005.

En 2022, la commune comptait 39 habitants, en évolution de −13,33 % par rapport à 2016 (Hautes-Alpes : +0,4 %, France hors Mayotte : +2,11 %).
| 1793 | 1800 | 1806 | 1821 | 1831 | 1836 | 1841 | 1846 | 1851 |
| ---- | ---- | ---- | ---- | ---- | ---- | ---- | ---- | ---- |
| 280  | 121  | 192  | 178  | 189  | 201  | 201  | 172  | 188  |

| 1856 | 1861 | 1866 | 1872 | 1876 | 1881 | 1886 | 1891 | 1896 |
| ---- | ---- | ---- | ---- | ---- | ---- | ---- | ---- | ---- |
| 177  | 188  | 224  | 201  | 191  | 166  | 165  | 174  | 169  |

| 1901 | 1906 | 1911 | 1921 | 1926 | 1931 | 1936 | 1946 | 1954 |
| ---- | ---- | ---- | ---- | ---- | ---- | ---- | ---- | ---- |
| 152  | 141  | 130  | 94   | 87   | 71   | 73   | 62   | 63   |

| 1962 | 1968 | 1975 | 1982 | 1990 | 1999 | 2005 | 2006 | 2010 |
| ---- | ---- | ---- | ---- | ---- | ---- | ---- | ---- | ---- |
| 59   | 70   | 75   | 63   | 58   | 53   | 48   | 48   | 56   |

| 2015 | 2020 | 2022 | - | - | - | - | - | - |
| ---- | ---- | ---- | - | - | - | - | - | - |
| 47   | 40   | 39   | - | - | - | - | - | - |

### Santé
Le Centre Hospitalier le plus proche est celui de Sisteron, à 54 km.

### Cultes
Les personnes de confession catholique disposent d'un lieu de culte sur la commune, l'église de l'Assomption.  Elle dépend du diocèse de Gap et d'Embrun.

## Culture locale et patrimoine

### Lieux et monuments
- Observatoire des Baronnies provençales[23].
- Église de l'Assomption, du XIXe siècle[24].
- Chapelle Saint-Jean[25].